# Анжу (коммуна)
Анжу (фр. Anjou) — коммуна во Франции, находится в регионе Рона — Альпы. Департамент коммуны — Изер. Входит в состав кантона Руссильон. Округ коммуны — Вьенн.
Код INSEE — 38009. Население коммуны на 1999 год составляло 809 человек. Населённый пункт находится на высоте от 218 до 383 метров над уровнем моря. Муниципалитет расположен на расстоянии около 440 км юго-восточнее Парижа, 50 км южнее Лиона, 70 км западнее Гренобля. Мэр коммуны — M. Michel Morel, мандат действовал на протяжении 2001—2008 годов.
Динамика населения (INSEE):